# Soproni
 (mai 2021).
Si vous disposez d'ouvrages ou d'articles de référence ou si vous connaissez des sites web de qualité traitant du thème abordé ici, merci de compléter l'article en donnant les références utiles à sa vérifiabilité et en les liant à la section « Notes et références ».
Soproni ([ˈʃopɾoni]) est une marque de bière hongroise de type Helles produite par la société Heineken. Son nom renvoie à la ville de Sopron dans l'ouest du pays.
La marque recouvre plusieurs produits :
- Soproni
- Soproni 1895 (produit premium)
- Soproni Fekete Démon (bière brune avec du malt caramélisé)
- Soproni Szűz (sans alcool)
- Soproni Cítrom (au citron)
- Soproni Narancs (à l'orange)

## Récompenses

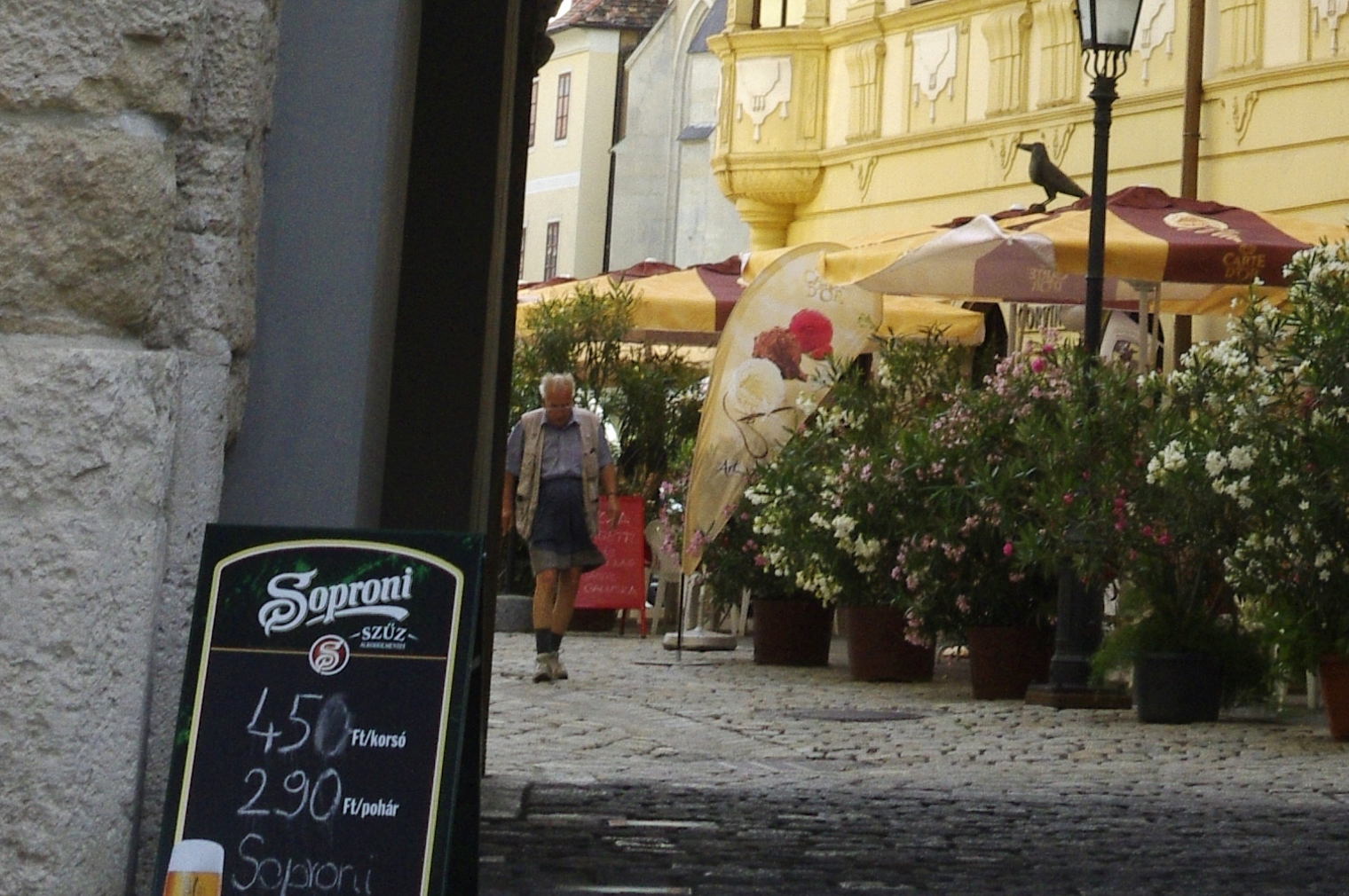
Panneau avec les prix du Soproni d'un restaurant du centre-ville de Sopron

Les produits de la marque ont participé à de nombreuses compétitions internationales de boissons, et à chaque fois ils ont été récompensés par une distinction. Depuis 1998, la bière Soproni est évaluée par des brasseurs belges aux Sélections Mondiales de la Qualité, organisées par l’Institut International de la Qualité Monde Selection. En 2012, Soproni a été récompensée pour la 14e fois d’un label de qualité Or.  En 2010, la marque a reçu un International High Quality Trophy, décerné aux produits qui ont reçu un label de qualité Or durant 3 années consécutives.